# Idę
Idę – pierwszy album solowy polskiej piosenkarki Haliny Frąckowiak, wydany w roku 1974.
Na albumie znalazły się m.in. takie przeboje wokalistki, jak „Bądź gotowy do drogi” czy „Panna pszeniczna”.

## Spis utworów
1. „Do końca świata”
2. „Julio, nie bądź zła”
3. „Słońca, moje słońca”
4. „Bawimy się w życie”
5. „Panna pszeniczna”
6. „Bądź gotowy do drogi”
7. „Idę dalej”
8. „Karolinka”
9. „Na sianie”
10. „Wodo, zimna wodo”